# Аксёнов, Александр Александрович
Алекса́ндр Алекса́ндрович Аксёнов (укр. Олександр Олександрович Аксьонов; род. 7 января 1994, Краматорск, Донецкая область) — украинский футболист, защитник

## Карьера
Александр — воспитанник футбольной школы ФК «Металлург» (Донецк). После академии тренировался в команде «Авангард» из Краматорска, но в юности так и не сыграл ни одного официального матча за этот клуб. Позже играл за команду «Ретро» (Ватутино), выступавшую на первенство Черкасской области и принимавшую участие в любительском чемпионате Украины.
С 2012 года выступал за «Таврию», в первом сезоне играл только в первенстве дублёров. Дебютировал в основной команде 15 сентября 2013 года, выйдя на замену в матче высшей лиги Украины с «Днепром». Всего за сезон 2013/14 сыграл 12 матчей в высшей лиге. Осенью 2014 года играл за другой клуб высшей лиги — «Ильичёвец», провёл 3 матча.
С начала 2015 года играл в клубах первой и второй лиг Украины — «Шахтёр-3» (Донецк), «Авангард» (Краматорск), «Арсенал-Киев», «Николаев», «Горняк-Спорт» (Горишние Плавни).
В начале 2020 года перешёл в клуб чемпионата Литвы «Банга».